# Бурганов Ігор Олександрович
Бурганов Ігор Олександрович — народився 1973 року у Москві. Скульптор, заслужений художник Російської Федерації, кандидат наук з мистецтвознавства. Член-кореспондент Російської академії мистецтв. Професор Міжнародної академії архітектури, архітектор.

## Біографія
Живе і працює в Москві. Закінчив Московський державний художньо-промисловий університет імені С. Г. Строганова.
Творчість
Скульптурний образ «Синього птаха» використаний в Пам'ятнику російським воїнам в м. Куант (Бельгія), при оформленні житлового комплексу «Північне Бутово», дитячого парку в районі «Філі», «Птахи» становлять органічну частину ландшафту «Нової Олімпійського селища». І. А. Бурганов брав участь у відтворенні храму Христа Спасителя, є автором рельєфів на станції метро «Братиславська». Творча палітра автора різноманітна — від сакральних образів «майбутнього» і «Майбутньої» до рельєфів «Крик» і «В русі».
І. А. Бурганов є визнаним майстром скульптурного портрета. Їм створені образи патріарха Алексія II, портрети московського князя Дмитра Донського, імператора Миколи II, поета Ф. І. Тютчева.
Пам'ятник хімчане, які віддали життя за Батьківщину в 1941-1945 роках
самобутньо художня творчість І. А. Бурганова в техніці полотно, олія. Продовжуючи традиції російського авангарду початку XX століття, він творчо переосмислює їх у роботах «Життєва сила», «Положення планет», «Кафе», «Музика», «Осінній пейзаж», «Дорога» та «Осінь, сонячний день». За мотивами цих творів були виконані ескізи для гобеленів.

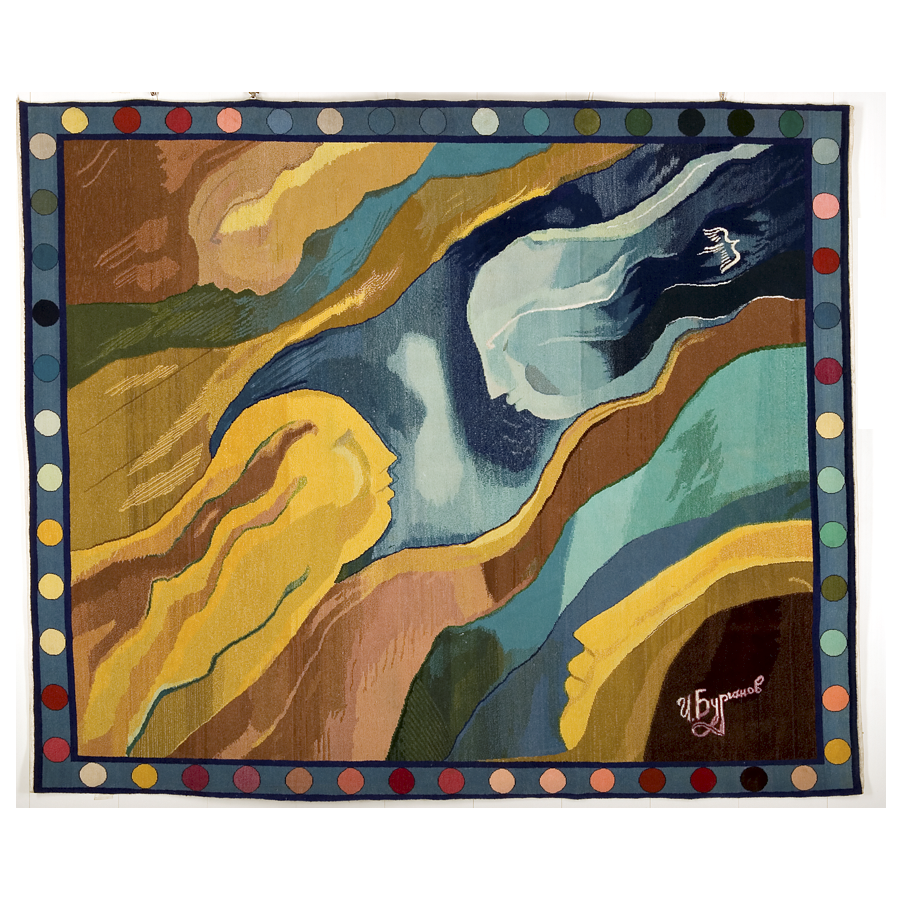
Притяжение планет. 2005 год. Гобелен. 240х200 см.